# Neophyllaphis gingerensis
Neophyllaphis gingerensis  (лат.) — вид архаичных тлей рода Neophyllaphis из подсемейства Neophyllaphidinae.

## Описание
Мелкие насекомые, длина 1,4—1,8 мм. Тело пурпурно-голубого цвета. Усики 6-члениковые, короче чем тело. Монофаги, питаются на хвойных растениях
Podocarpus alpina (Австралия). Живут небольшими группами на листьях в горных условиях. Половые особи встречаются в январе и феврале. Это единственный представитель рода, у которого известны бескрылые яйцекладущие самки, возможно как адаптация к обитанию в горных условиях (Eastop 1966)
.
Диплоидный набор хромосом 2n=14 (Hales & Lardner 1988).